# SG Wismut Gera

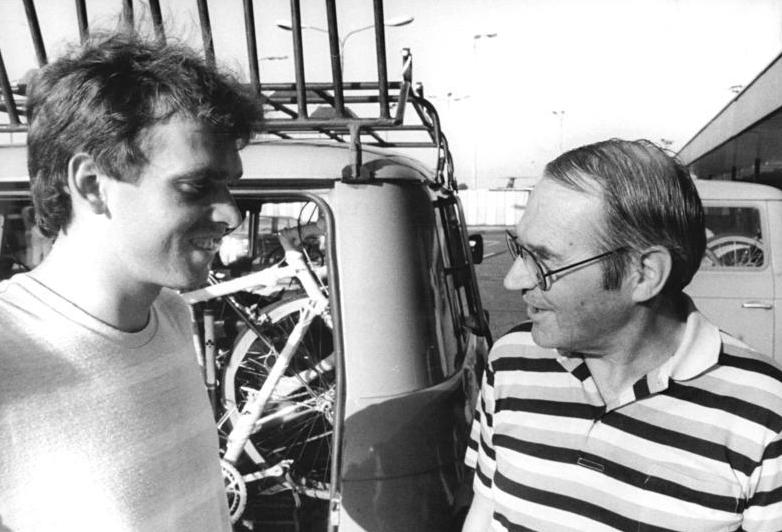
Olaf Ludwig und Werner Marschner (1985)

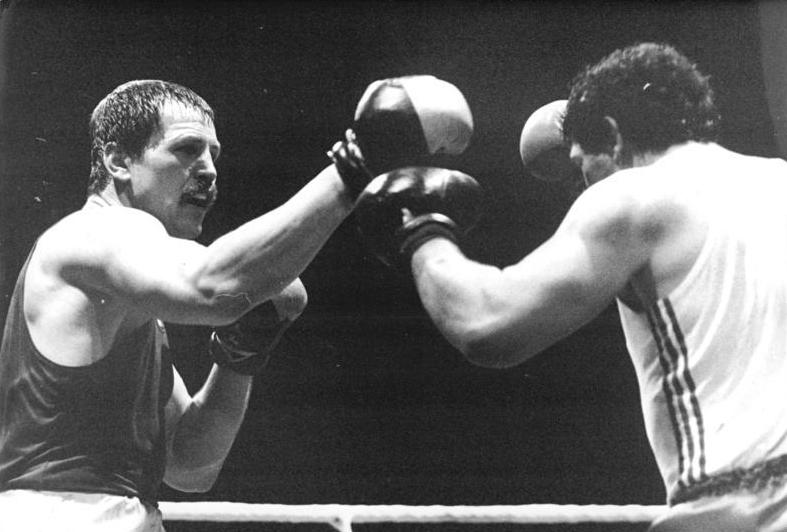
Jürgen Fanghänel (links) mit Grzegorz Skrzecz am 2. März 1982 beim Boxländerkampf DDR – VR Polen in Rostock

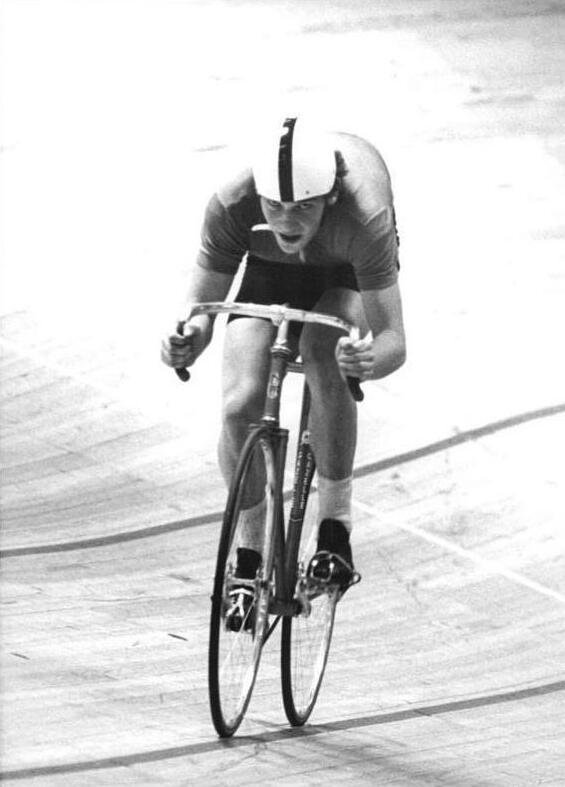
Lutz Haueisen im Januar 1978 auf der Winterbahn

Die Sportgemeinschaft Wismut Gera war ein im thüringischen Gera ansässiges Leistungszentrum für Radsport und Boxen. Sie bestand von 1973 bis 1990, ihre Mitglieder errangen zahlreiche nationale und internationale Erfolge.

## Geschichte
In der Bezirkshauptstadt Gera sollte nach dem Willen der DDR-Sportführung ein Sportclub gegründet werden. Dieser sollte den Leistungssport gezielter fördern, der in verschiedenen Sportgemeinschaften der Stadt betrieben wurde, und unter einem Dach vereinigen. Am 29. November 1973 kam es schließlich zur Bildung der SG Wismut Gera. Sie entstand im Wesentlichen aus der Sektion Boxen der BSG Wismut Gera und der Sektion Radrennen der SG Dynamo Gera-Mitte. Trägerbetrieb war die SDAG Wismut. Die BSG Wismut Gera bestand neben der SG Wismut Gera weiter, war jedoch eher breitensportlich und am Fußball orientiert. Nach der Wende ging aus der SG Wismut Gera der Stadtsportverein Gera 1990 hervor, in dem sich der Radsport konzentriert. Im Jahr 2004 gründeten ehemalige Wismut-Mitglieder den Boxclub Wismut Gera, der die Boxtradition der SG Wismut wieder aufgreift.

## Erfolgreiche Sportler und Trainer
- Klaus Aurich
- Thomas Barth
- Markus Beyer
- Jürgen Fanghänel
- Stefan Förster
- Lutz Haueisen
- Jens Heppner
- Ulli Kaden
- Jörg Köhler
- Hanka Kupfernagel
- Mario Loch
- Olaf Ludwig
- Werner Marschner
- Gerald Mortag
- Enrico Poitschke
- Frank Rauschning
- Enrico Richter
- Ulli Wegner